# Píla, Žarnovica
Píla este o comună slovacă, aflată în districtul Žarnovica din regiunea Banská Bystrica. Localitatea se află la altitudinea de 380 m deasupra n.m., se întinde pe o suprafață de 25,62 km2 și în 2017 număra 139 de locuitori.

## Istoric
Localitatea Píla este atestată documentar din 1534.

## Demografie
| An:                | 1994 | 2004    | 2014   | 2024   |
| ------------------ | ---- | ------- | ------ | ------ |
| Număr de persoane: | 175  | 146     | 142    | 130    |
| Diferență:         |      | −16,57% | −2,73% | −8,45% |

| An:                | 2023 | 2024   |
| ------------------ | ---- | ------ |
| Număr de persoane: | 126  | 130    |
| Diferență:         |      | +3,17% |